# Riccardo Minali
Riccardo Minali (Isola della Scala, 19 de abril de 1995) es un ciclista italiano que fue profesional entre 2017 y 2021. Es hijo del exciclista profesional Nicola Minali.

## Palmarés
2015 (como amateur)
- Circuito del Porto-Trofeo Arvedi

2016
- La Popolarissima

2018
- 2 etapas del Tour de Langkawi

## Resultados en Grandes Vueltas
| Carrera | Carrera         | 2017 | 2018 | 2019 | 2020 | 2021  |
| ------- | --------------- | ---- | ---- | ---- | ---- | ----- |
|         | Giro de Italia  | —    | —    | —    | —    | 143.º |
|         | Tour de Francia | —    | —    | —    | —    | —     |
|         | Vuelta a España | —    | —    | —    | —    | 138.º |

—: no participa
Ab.: abandono

## Equipos
- Astana Pro Team[2] (2017-2018)
- Israel Cycling Academy[3] (2019)
- NIPPO DELKO One Provence[4] (2020)
- Intermarché-Wanty-Gobert Matériaux[5] (2021)